# Jules Brulatour
 (octobre 2018).
Si vous disposez d'ouvrages ou d'articles de référence ou si vous connaissez des sites web de qualité traitant du thème abordé ici, merci de compléter l'article en donnant les références utiles à sa vérifiabilité et en les liant à la section « Notes et références ».
Pierre Ernest Jules Brulatour (né le 7 avril 1870 et mort le 26 octobre 1946) est un producteur de cinéma américain.

## Biographie
Jules Brulatour est une figure des pionniers du cinéma muet américain. Il débute comme représentant pour la distribution des films d'Auguste et Louis Lumière sur le territoire américain en 1907. Il rejoint le producteur de cinéma Carl Laemmle pour former la Motion Picture Distributing and Sales Company en 1909. Il est co créateur de Universal Studios.